# Монье-Вильямс, Монье
Сэр Монье Монье-Вильямс (англ. Monier Monier-Williams, 12 ноября 1819, Бомбей — 11 апреля 1899, Канны) — британский индолог и санскритолог, профессор санскрита Оксфордского университета, автор одного из наиболее популярных и широко используемых санскритско-английских словарей.

## Биография
Монье Вильямс родился в семье полковника Монье Вильямса в Бомбее. Его фамилия была Вильямс, но в 1887 году он также добавил к ней своё имя. Получив образование в Университетском колледже Оксфорда, Монье женился в 1848 году. В 1860 году стал профессором санскрита Оксфордского университета. На этом посту активно выступал за проповедь христианства в Индии. Объявлял, что одной из целей востоковедения как науки должно было быть обращение индуистов в христианскую веру. В своей книге «Hinduism» предсказывал скорое прекращение существования индуизма и призывал христиан приостановить нашествие ислама.

## Научная деятельность
В своих трудах по индуизму Монье-Вильямс утверждал, что адвайта-веданта наилучшим образом представляла ведийские идеалы и была высочайшим путём к спасению в индуизме. Значительно более популярные традиции бхакти Монье-Вильямс рассматривал как имевшие меньшую духовную ценность. Он также утверждал, что «никакое описание индуизма не может быть полным без того, чтобы [не] коснуться практически всех когда-либо известных миру религиозных и философских идей».

## Избранная библиография
- Translation of Shakuntala (1853).
- Indian Wisdom, an anthology from Sanskrit literature (1875).
- Modern India and Indians.
- Buddhism, in its connexion with Brahmanism and Hinduism, and in its contrast with Christianity (1889).
- Sanskrit-English Dictionary, ISBN 0-19-864308-X.
- A Sanskrit-English Dictionary (subtitle) Etymologically and Philogically Arranged with Special Reference to Cognate Indo-European languages, Monier Monier-Williams, revised by E. Leumann, C. Cappeller, et al. not dated, Motilal Banarsidass, Delhi; apparently a reprint of edition published 1899, Clarendon Press, Oxford